# Nhĩ Chu Anh Nga
Nhĩ Chu Anh Nga (chữ Hán: 爾朱英娥) (514–556) là một phi tần ở Hậu cung của Bắc Ngụy Hiếu Minh Đế, sau trở thành Hoàng hậu của Bắc Ngụy Hiếu Trang Đế.
Trong triều đại Bắc Ngụy, bà là trường hợp duy nhất nhập cung làm phi tần của hoàng đế đời trước, nhiều năm kế tiếp trở thành chính cung Hoàng hậu của hoàng đế đời sau.

## Tiểu sử
Phụ thân của Nhĩ Chu Anh Nga là Nhĩ Chu Vinh, thủ lĩnh thừa kế của tộc Khiết Hồ (契胡), một nhánh của Hung Nô, tọa lạc tại Tú Dung (Nay là Sóc Châu, Sơn Tây).

## Nhập cung Bắc Ngụy

### Bắc Ngụy Tần phi
Dưới triều Bắc Ngụy Hiếu Minh Đế, Nhĩ Chu Vinh được thăng làm Xa Kỵ tướng quân. Không rõ vào năm nào, bà được chọn làm phi tần của Hiếu Minh Đế, sơ phong Tần (嬪). Hành trang của Nhĩ Chu tần khi đó không được ghi lại nhiều, chỉ biết bà được miêu tả là thành thạo cung tên như một chiến binh.
Năm 528, trải qua chính biến cung đình, Hiếu Minh Đế bị mẹ là Hồ thái hậu hạ độc chết. Hồ thái hậu đưa tiểu hoàng đế Nguyên Chiêu lên ngôi. Nhĩ Chu Vinh cùng chú họ của Hiếu Minh Đế là Trường Lạc vương Nguyên Tử Du vào cung, mưu đồ soán vị. Hồ thái hậu biết được, bèn lệnh các thê thiếp của Hiếu Minh Đế xuất gia làm ni cô, bao gồm cả Nhĩ Chu tần, song bị Nhĩ Chu Vinh sai người ném xuống sông Hoàng Hà cùng Nguyên Chiêu, rồi chết đuối dưới sông.
Cùng năm đó, Nguyên Tử Du lên ngôi, tức là Bắc Ngụy Hiếu Trang Đế.

### Bắc Ngụy Hoàng hậu
Nhĩ Chu Vinh kiểm soát thực quyền, luôn tìm cách khống chế Hiếu Trang Đế. Ông ép Hiếu Trang Đế lập con gái mình làm Hoàng hậu. Hiếu Trang Đế do dự, vì Nhĩ Chu Anh Nga vốn là tần phi của cháu họ mình, về vai vế chính là cháu dâu, nếu kết hôn sẽ bị xem là loạn luân trong truyền thống Nho giáo. Một vị quan tên Tổ Oánh (祖瑩) thuyết phục rằng cuộc hôn nhân này sẽ có lợi nên Hiếu Trang Đế đành chấp thuận.
Không lâu sau, Nhĩ Chu Anh Nga được sách lập Hoàng hậu. Nhĩ Chu hoàng hậu rất hay ghen tuông, đố kị với các phi tần khác. Hiếu Trang Đế lệnh cho Nhĩ Chu Thế Long thuyết phục bà nên áp chế cơn ghen lại. Thế nhưng bà ngang ngược đáp rằng Hiếu Trang Đế phải phụ thuộc vào gia tộc Nhĩ Chu để giữ ngôi và sẽ không dám làm gì. Thế Long đồng tình với bà, vì vậy Hiếu Trang Đế phải nhẫn nhịn.
Hiếu Trang Đế bị Nhĩ Chu Vinh trong ngoài bức bách, luôn ấm ức không vui. Nhớ lại sự kiện năm xưa, Hiếu Trang Đế sợ Nhĩ Chu Vinh về sau trở mặt vô tình, bản thân cũng khó bảo toàn. Ông cùng với Thành Dương Vương Nguyên Huy và thị trung Lý Úc ngầm tính kế hại Nhĩ Chu Vinh. Thị trung Dương Khản và Thượng thư Hữu Bộc xạ Nguyên La cũng tham dự âm mưu này.
Đến mùa thu năm 530, Nhĩ Chu hậu mang thai, Nhĩ Chu Vinh đã yêu cầu được về kinh để chăm sóc cho con gái. Hiếu Trang Đế tung tin giả là Nhĩ Chu hậu đã sinh, triệu Nhĩ Chu Vinh vào cung thảm sát toàn bộ, sau đó phát động chiến dịch chống lại gia tộc Nhĩ Chu. Cuộc chiến giữa triều đình và gia tộc Nhĩ Chu nổ ra. Kết quả là Hiếu Trang Đế bị phế và bị giết.
Chưa đầy ba tháng sau khi Nhĩ Chu Vinh chết, Nhĩ Chu Triệu giết chết người con trai mới sinh của Hiếu Trang Đế với Nhĩ Chu hoàng hậu, vì đứa trẻ là cốt nhục của Hiếu Trang Đế.

## Tái hôn với Cao Hoan
Năm 532, Cao Hoan lật đổ gia tộc Nhĩ Chu. Sau đó là sự chia đôi phân liệt giữa Đông Ngụy và Tây Ngụy. Nhĩ Chu Anh Nga tái giá làm vợ lẽ của Cao Hoan. Trong cuộc hôn nhân này, bà sinh hai con trai là Cao Du (高浟) và Cao Ngưng (高凝).
Năm 535, Cao Hoan cân nhắc thay vị trí chính thất của Lâu Chiêu Quân thành Nhĩ Chu Anh Nga, tuy nhiên bỏ qua không làm.
Mùa xuân năm 545, Nhĩ Chu Văn Sướng (爾朱文暢), em trai Nhĩ Chu Anh Nga cùng Trịnh Trọng Lễ (鄭仲禮), em trai của Trịnh Đại Xa (鄭大車), người thiếp khác của Cao Hoan, và Đông Quận thái thú Nhâm Trụ (任冑) muốn tạo phản để giết Cao Hoan nhưng âm mưu bị phát giác. Toàn bộ đều bị giết. Nhĩ Chu Anh Nga vì việc này mà uẫn ức, đòi xuất gia đi tu hành bất chấp Cao Hoan còn sống. Cao Hoan đã cho xây chùa cho bà tại đó.

## Bị giết
Năm 547, Cao Hoan qua đời. Đến mùa hè năm 550, Cao Dương, con trai của Cao Hoan là Cao Dương chấm dứt triều Đông Ngụy, mở ra triều Bắc Tề, lên ngôi, tức là Bắc Tề Văn Tuyên Đế, tôn Lâu Chiêu Quân làm Hoàng thái hậu, Nhĩ Chu Anh Nga làm Bành Thành Hoàng thái phi.
Văn Tuyên Đế ban đầu tỏ ra là một minh quân, nhưng về sau thay đổi, trở nên bạo lực, mắc chứng nghiện rượu và cư xử thất thường, gây nhiều tội ác. Năm 556, trong cơn say rượu, Văn Tuyên Đế ép buộc Nhĩ Chu thái phi quan hệ tình dục. Bà từ chối và bị giết.